# Live at Third Man Records
Live at Third Man Records — эксклюзивный виниловый концертный альбом американской певицы Билли Айлиш, записанный на акустическом концерте с её братом Финнеаса О'Коннелла в ноябре 2019 года и выпущенный в качестве дебютного концертного альбома Айлиш 6 декабря 2019 года на лейбле Third Man Records. Альбом дебютировал на 55 позиции Billboard 200, а также возглавил чарты Vinyl Albums и Tastemakers с продажами в 13 тысяч копий за неделю.

## Описание
Альбом содержит запись акустического выступления певицы в сопровождении её брата Финнеаса О'Коннелла в студии Third Man Record в собственности Джека Уайта.
Диск был выпущен ограниченным тиражом в двух различных обложках. 29 августа 2020 года, в рамках ежегодного дня музыкального магазина, альбом будет переиздан в формате винила.

## Список треков
Сторона «А»
1. «All the Good Girls Go to Hell»
2. «Ocean Eyes»
3. «Bad Guy»
4. «Idontwannabeyouanymore»
5. «Bury a Friend»

Сторона «Б»
1. «Come Out and Play»
2. «Copycat»
3. «I Love You»
4. «Bellyache»
5. «When the Party’s Over»

## Творческая группа
- Билли Айлиш — вокал, фортепиано (треки 2, 4 и 10)
- Финнеас — акустическая гитара

## Чарты
| Чарт (2020)                           | Высшая позиция |
| ------------------------------------- | -------------- |
| США (Billboard 200)                   | 55             |
| США (Billboard Vinyl Albums)          | 1              |
| США (Billboard Top Tastemaker Albums) | 1              |